# 頭本元貞

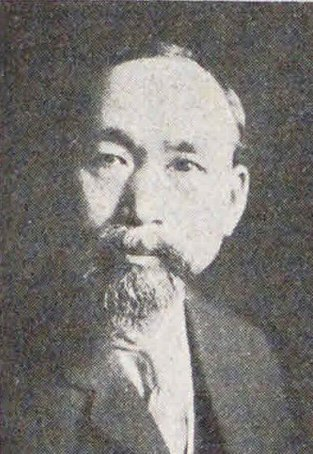
頭本元貞

頭本 元貞（ずもと もとさだ、1863年1月23日〈文久2年12月4日〉- 1943年〈昭和18年〉2月15日）は、日本のジャーナリスト、衆議院議員（1期）。英語力に秀で、伊藤博文や渋沢栄一といった実力者に重用され、長年にわたって国際的舞台で活躍するジャーナリストとなったほか、英語教育教材の開発者、代議士としても活動した。右翼的国家主義者と評されることが多い。

## 経歴
伯耆国（後の鳥取県日野郡黒坂村、黒坂町を経て現日野町）出身。鳥取県と愛知県の中学校に在籍した後、東京大学予備門を経て、1880年に札幌農学校に入学し、武信由太郎や志賀重昂らとともに4期生として学んだ。在学中にジュゼッペ・マッツィーニの文章に触れ、日本の国情を海外へ紹介することを自らの使命と決意したとされる。
卒業後、東京で、伊藤博文秘書官を務めながら、『ジャパン・メール』紙の翻訳記者となった。1896年、第2次伊藤内閣の総辞職を機に首相秘書官を退職し、伊藤から資金の支援を受け、翌1897年にかけて、新聞経営のために欧米への視察の旅に出た。1897年、山田季治を社長として創刊された『ジャパンタイムズ』に主筆として参加した。
その後、1906年には、伊藤の韓国統監就任にしたがって漢城府（ソウル）に赴き、イギリス人が経営していた英字新聞『The Seoul Press』を買収して社長兼主筆となった。1909年には馬場恒吾と共にニューヨークに渡り、1910年から1911年にかけて隔週刊の『The Oriental Economic Review』を刊行した（編集長に馬場を選んだ）。
帰国後、1913年に『ジャパンタイムズ』社長となったが、翌1914年には退任し、雑誌『ヘラルド・オブ・エイジア』を創刊して主幹となった。
1909年に伊藤が暗殺された時は、渋沢栄一の率いる渡米実業団に通訳として随行中で，知らせを聞いた日は，渡瀬寅次郎，南鷹次郎とともに札幌農学校時代の恩師ブルックスのいたマサチューセッツ農科大学を訪問した日であった。
頭本は、1903年の第8回衆議院議員総選挙に鳥取県郡部選挙区から出馬して落選したが、1917年の第13回衆議院議員総選挙に再度鳥取県郡部選挙区から出馬した際には、定数3の中選挙区でトップ当選を果たした。